# Evi Pappa
Paraskevi „Evi“ Pappa (griechisch Παρασκεύη «Εύη» Παππά, * 1973 in Athen) ist eine griechische Wirtschaftswissenschaftlerin.

## Werdegang, Forschung und Lehre
Pappa studierte Wirtschaftswissenschaft an der Wirtschaftsuniversität Athen, an der sie 1995 als Bachelor of Arts graduierte. Anschließend wechselte sie an die Universität Pompeu Fabra nach Barcelona, an der sie 1997 als Master abschloss und 2001 ihr Ph.D.-Studium erfolgreich beendete. 
Ab 2001 war Pappa als Lecturer an der London School of Economics beschäftigt, wobei sie ab 2003 parallel auch an der privaten Università Commerciale Luigi Bocconi in Mailand tätig war. 2005 kehrte sie als Assistant Professor an der Autonomen Universität Barcelona nach Spanien zurück. Dort war sie ab 2007 Associate Professor, kurzzeitig unterbrochen von einem Aufenthalt als Associate Professor an der Universität Bern im ersten Halbjahr 2008, ehe sie 2011 als ordentliche Professorin ans Europäische Hochschulinstitut nach Florenz berufen wurde. Zuvor visitierte sie zudem als Scholar an diversen Zentralbanken in Europa sowie bei der Federal Reserve Bank of Atlanta.
Pappa gehört seit 2017 der Redaktion des Economic Journal an und ist Research Affiliate des Centre for Economic Policy Research. Sie saß zeitweise in der Jury des Germán-Bernácer-Preis.
Der Schwerpunkt in Pappas Forschung und Lehre liegt in den Bereichen Makroökonomie, Geldtheorie und Fiskalpolitik. Dabei untersucht sie auch den Einfluss von Geld- und Fiskalpolitik auf Ungleichheit, auch vor dem Hintergrund von Genderfragen.